# Quatuor pour flûte, violon, violoncelle et piano de Georges Migot

Le Quatuor pour flûte, violon, violoncelle et piano est un quatuor de Georges Migot. Composé en 1960, il s'apparente par ses six mouvements à la suite baroque.

## Structure
1. Prélude: le piano conduit le discours polyphonique avec simplicité.
2. Allègrement: scherzando sur un thème de ronde enfantine et populaire
3. Grave: climat d'irréalité sur un tempo assez lent
4. Danse: jeu de combinaisons harmoniques et rythmiques.
5. Choral: à l'expression de douleur succède un sentiment de confiance optimiste.
6. Final: motif de marche

## Source
- François-René Tranchefort, Guide de la musique de chambre, éd.Fayard 1990 p.595